# فرانشيسكو سالفوليني
فرانشيسكو سالفوليني (فاينزا 1810 - فبراير 1838) (عُرف أيضًا باسم فرانسوا سالفوليني) كان عالماً في اللغة الهيروغليفية المصرية القديمة حيث عمل مع جان فرانسوا شامبليون قرب نهاية حياته على فك رموز الهيروغليفية. من المعروف عنه أنه حاز بعض مخطوطات شامبليون واستخدمها كأساس لكتبه المنشورة حول هذا الموضوع، ناسباُ العمل لنفسه.
بعد تخرجه من قسم اللغات الشرقية في جامعة بولونيا أصبح طالبًا عند شامبليون في عام 1831، بناءً على توصية من كونستانزو جازيرا. خلال مرض شامبليون الأخير في عام 1832، مُنح سالفوليني حق الوصول الكامل للمواد الموجودة في مكتب أستاذه. بعد وفاة شامبليون بفترة وجيزة، جمع شقيقه الأكبر جاك جوزيف جميع مخطوطات أخيه الأصغر معًا، ولاحظ اختفاء أجزاء منها. سارت الشكوك على الفور ناحية سالفوليني، الذي بدوره نفى التهم الموجهة إليه. بدأ سالفوليني بعد ذلك في نشر اكتشافاته في الكتابة الهيروغليفية والتي قوبلت بالإشادة.
بعدما بدأ جاك جوزيف شامبليون فيجياك في نشر المجلد الأول من كتاب أخيه الراحل قواعد اللغة المصرية عام 1836، زاد إزدراء المجتمع الأكاديمي لسالفوليني حيث أصبح من الواضح أن مؤلفاته ليست أصلية.
تُوفي سالفوليني في فبراير 1838، وكانت مخطوطات شامبليون المفقودة بين أوراقه.

## مؤلفات
- Analyse grammaticale raisonnée de différens textes anciens égyptiens, 1836
- Traduction et analyse grammaticale des inscriptions sculptées sur L'Obélisque égyptien de Paris, 1837

## روابط خارجية
- أعمال أو نبذة عن فرانشيسكو سالفوليني على أرشيف الإنترنت
- Silvia Einaudi, "Francesco Salvolini : le disciple controversé de Champollion", in L’Antiquité à la BnF, 30/03/2017,